# Magdy Tolba
Magdy Tolba (24 febbraio 1964) è un ex calciatore egiziano, di ruolo centrocampista.

## Carriera
Con la Nazionale egiziana ha partecipato ai Mondiali 1990.